# Лі Бянь
Лі Бянь (кит.: 李昪; піньїнь: Lǐ Biàn), храмове ім'я Лєцзу (кит.: 烈祖; піньїнь: Lièzǔ; 7 січня 889 — 30 березня 943) — засновник і перший правитель Південної Тан періоду п'яти династій і десяти держав.

## Девіз правління
- Шен'юань (昇元) 937—943